# 倉敷駅ビルショッピングセンター・ルブラン
倉敷駅ビルショッピングセンター・ルブラン（くらしきえきビル ショッピングセンター・ルブラン）は、岡山県倉敷市のJR西日本倉敷駅の駅ビルにあったショッピングセンター。通称「ルブラン（Le Blanc）」。JR西日本グループの倉敷ステーション開発株式会社が管理・運営を行っていた。

## 概要
1983年（昭和58年）9月開業。「ルブラン」（le blanc）はフランス語で「白」を意味し、倉敷美観地区の白壁の町並に因んで名付けられた。
郊外の大型店に客を奪われた上、2008年末の倉敷チボリ公園の閉園で客足が激減した。そのため2010年4月6日、ルブランと、同じビルに入居している「ホテル倉敷」を2010年末までに閉鎖することが、倉敷ステーション開発株式会社の親会社であるJR西日本から発表された。
ルブランは同年12月31日で、「ホテル倉敷」は同年11月30日でそれぞれ閉鎖し、倉敷ステーション開発は解散・清算されることになった。閉鎖後、駅部分（1～2階）を残し、ビルの3階以上の部分は解体・撤去された。
現在はJR西日本グループの山陽SC開発株式会社が、さんすて倉敷を運営している。

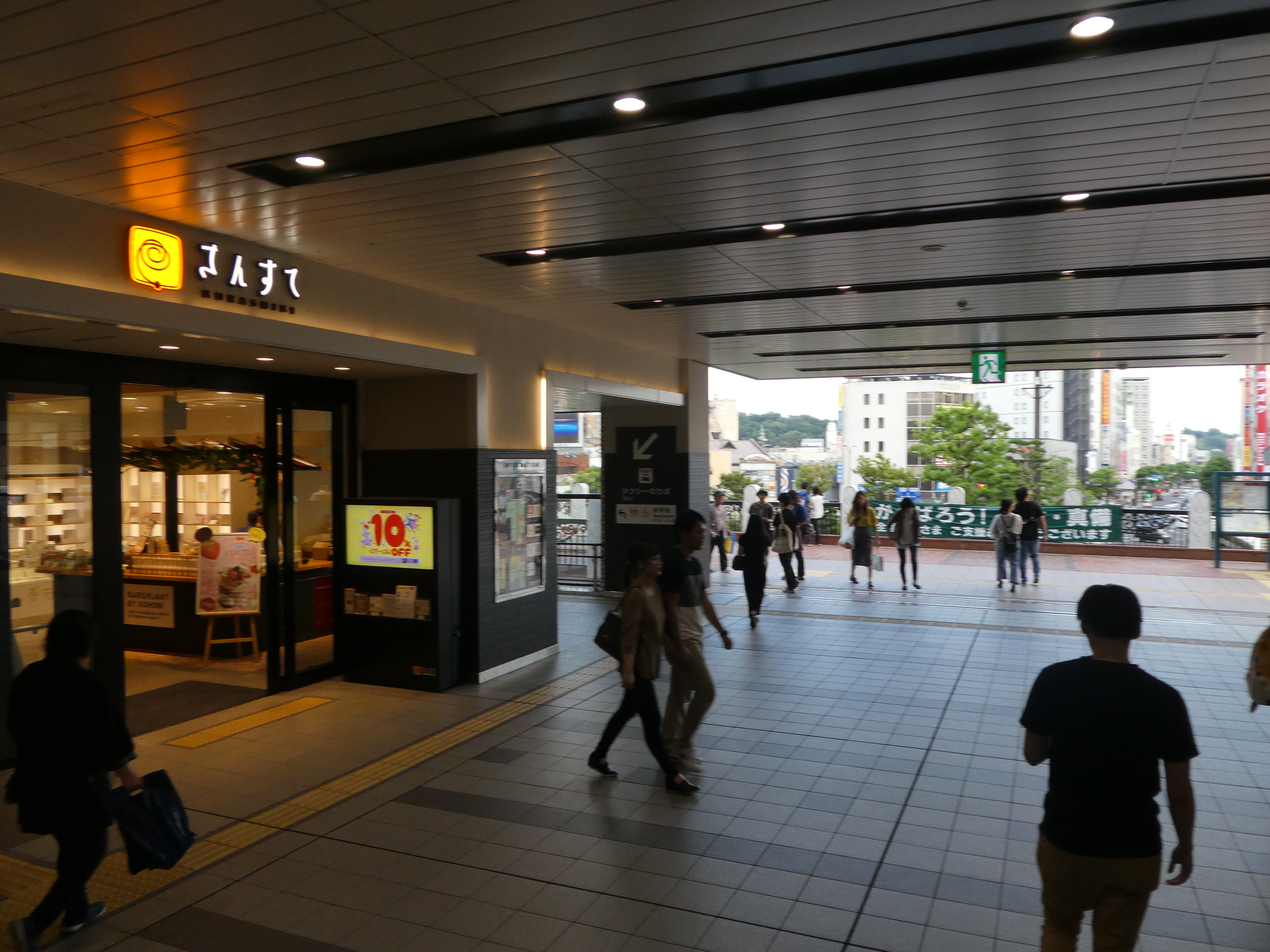
さんすて倉敷の入口
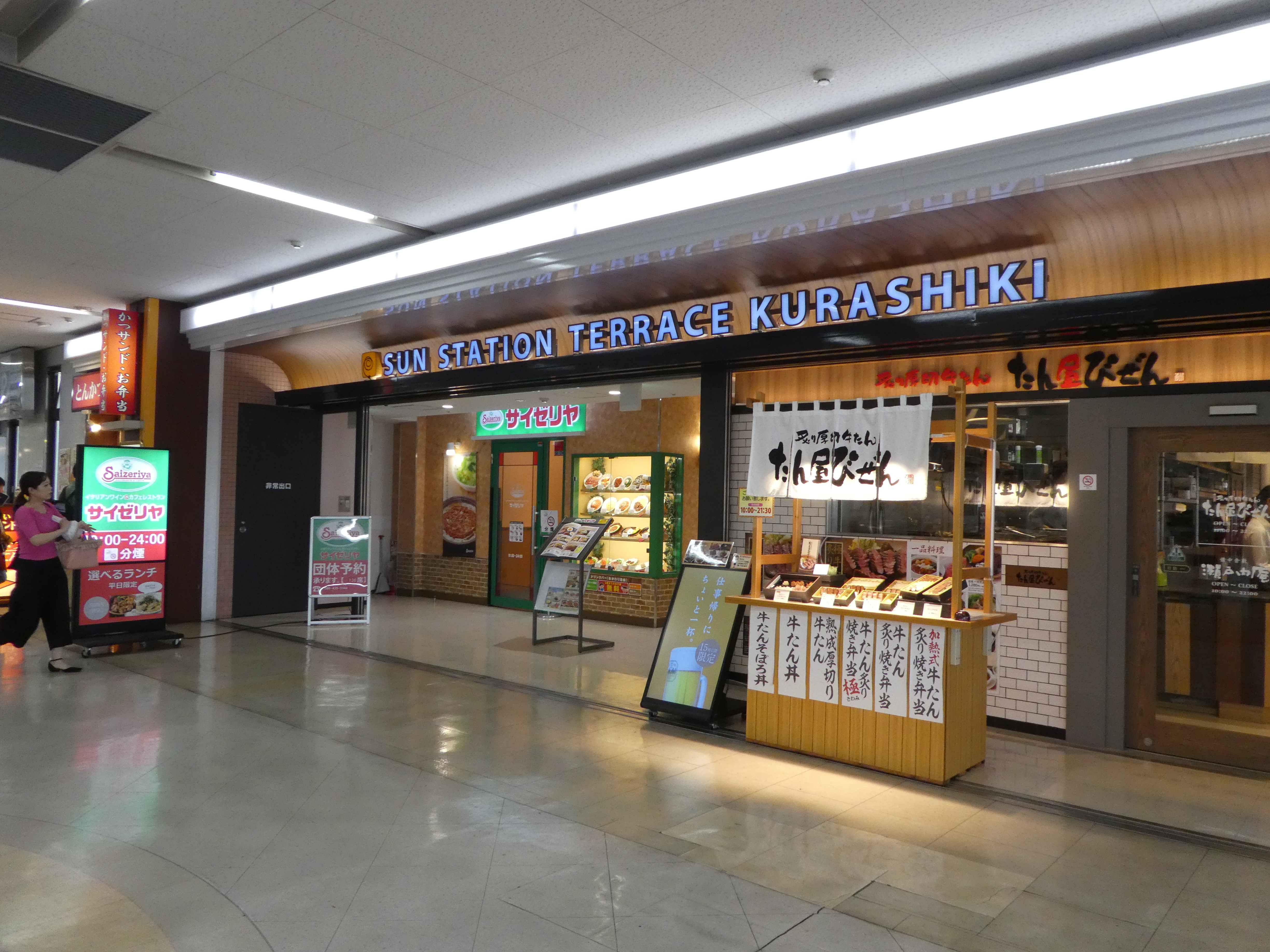
さんすて倉敷の北口側
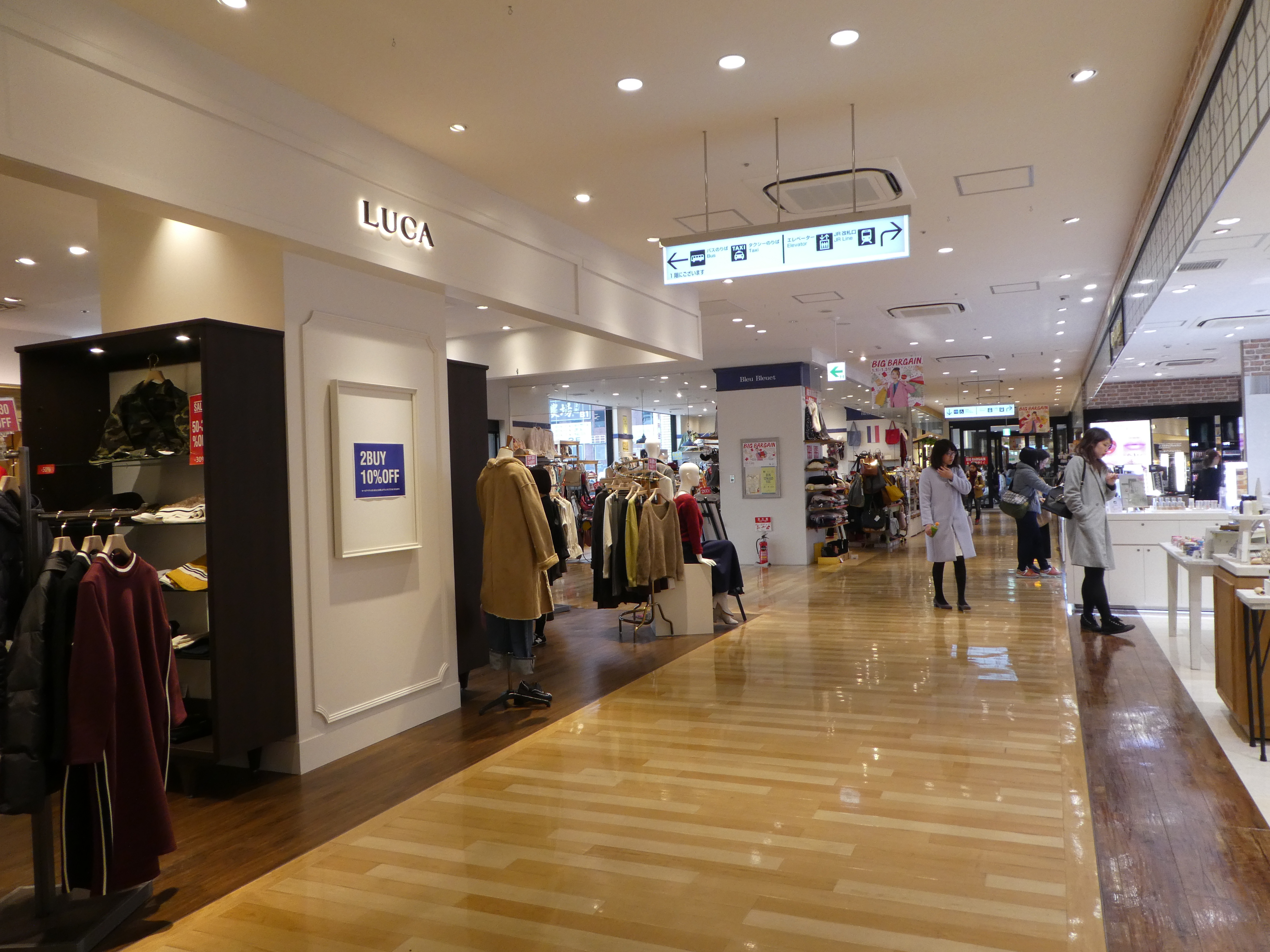
さんすて倉敷の店内

## 施設
入居地
倉敷駅ビル
構造
8階建て 1階（一部）-4階
営業時間
10:00-20:00（一部テナントを除く）
定休日
元旦、2月第3火曜日の年2日（一部テナントを除く）

## 主なテナント
閉鎖前のもの
- 金光薬品
- ハートイン倉敷
- すし遊館
- 青山キャピタル倉敷店
- ハートアップ
- 宮脇ミュージックショップ
- 宮脇書店
- ATM（中国銀行）
- M・A・KRAFT
- あかねまる
- 杵屋
- シュール
- エルモ
- 中華そば一番
- ルカ
- 聖和堂
- セリア